# Acamarachi
Acamarachi är ett berg och en vulkan i Chile. Det ligger i provinsen Provincia de El Loa och regionen Región de Antofagasta, i den norra delen av landet. Toppen på Acamarachi är 6 046 meter över havet. Acamarachi ingår i Cerros de Pili.
Acamarachi är den högsta punkten i trakten. Trakten runt Acamarachi är ofruktbar med lite eller ingen växtlighet.